# Saint-Jean-Pla-de-Corts
Saint-Jean-Pla-de-Corts é uma comuna francesa na região administrativa da Occitânia, no departamento dos Pirenéus Orientais. Estende-se por uma área de 10.62 km², com 2.248 habitantes, segundo o censo de 2018, com uma densidade de 210 hab/km².